# Eventi sportivi nel 2022

## Atletica leggera
- 19 - 20 febbraio: Campionati sudamericani di atletica leggera indoor 2022 a Cochabamba
- 18 - 20 marzo: Campionati del mondo di atletica leggera indoor 2022 a Belgrado
- 7 - 11 giugno: Campionati oceaniani di atletica leggera 2022 a Mackay
- 8 - 12 giugno: Campionati africani di atletica leggera 2022 a Saint-Pierre
- 4 - 7 luglio: Campionati europei under 18 di atletica leggera 2022 a Gerusalemme
- 15 - 24 luglio: Campionati del mondo di atletica leggera 2022 a Eugene[1]
- 15 - 21 agosto: Campionati europei di atletica leggera 2022 a Monaco di Baviera
- 2 - 7 agosto - Campionati del mondo under 20 di atletica leggera 2022 a Cali

### Eventi rinviati al 2023
- Campionati asiatici di atletica leggera indoor 2023 ad Astana (precedentemente previsti dall'11 al 13 febbraio 2022)[2]

### Eventi rinviati al 2024
- Campionati del mondo di atletica leggera paralimpica 2024 a Kōbe[3]

## Calcio
- 22 giugno 2021 - 28 maggio 2022: UEFA Champions League 2021-2022, finale a Saint-Denis[4]
- 3 agosto 2021 - 18 maggio 2022: UEFA Europa League 2021-2022, finale a Siviglia
- 8 luglio 2021 - 25 maggio 2022: UEFA Europa Conference League 2021-2022, finale a Tirana[5]
- 9 gennaio - 6 febbraio: Coppa delle nazioni africane 2021 in Camerun[6][7]
- 6 - 31 luglio: Campionato europeo femminile in Inghilterra
- 21 novembre - 18 dicembre: Campionato mondiale maschile in Qatar

## Calcio a 5
- 16 gennaio - 6 febbraio: UEFA Futsal Championship 2022 nei Paesi Bassi
- 4 maggio 2021 - 27 marzo 2022: UEFA Women's Futsal Championship 2022
- 20 agosto 2021 - 1º maggio 2022: UEFA Futsal Champions League 2021-2022

## Nuoto
- 18 giugno - 3 luglio: Campionati mondiali a Budapest
- 5 - 10 luglio: Campionati europei giovanili a Otopeni
- 11 - 22 agosto: Campionati europei a Roma

## Pallacanestro
- 1º settembre - 18 settembre: Campionato europeo maschile in Georgia, Germania, Italia e Repubblica Ceca

## Pallamano
- 13-30 gennaio: Campionato europeo maschile in Ungheria e Slovacchia
- 4-20 novembre: Campionato europeo femminile in Macedonia del Nord, Montenegro e Slovenia

## Pallavolo
- 9 - 17 luglio: Campionato europeo maschile U-18 a Tbilisi
- 12 - 17 luglio: Campionato europeo maschile U-22 a Tarnów
- 12 - 17 luglio: Campionato europeo femminile U-21 ad Andria e Cerignola
- 16 - 24 luglio: Campionato europeo femminile U-17 a Hradec Králové e Prostějov
- 26 agosto - 11 settembre: Campionato mondiale maschile in Polonia e Slovenia
- 23 settembre - 15 ottobre: Campionato mondiale femminile in Polonia e Paesi Bassi

## Rugby a 15
- 5 febbraio – 19 marzo: Sei Nazioni maschile
- 5 febbraio – 20 marzo: Campionato europeo maschile
- 19 febbraio – 12 marzo: Campionato europeo femminile
- 26 marzo – 30 aprile: Sei Nazioni femminile
- 4 giugno – 9 luglio: Campionato asiatico maschile in Corea del Sud
- 5 giugno – 10 luglio: Coppa d'Africa maschile
- 6 agosto – 24 settembre: Rugby Championship
- 8 ottobre – 12 novembre: Coppa del Mondo femminile in Nuova Zelanda[8][9]

## Scacchi
- 16 giugno - 7 luglio: Torneo dei candidati a Madrid
- 26 luglio - 8 agosto: Olimpiadi degli scacchi a Chennai[10]

## Scherma
- 3 - 7 marzo: Europei cadetti di scherma, Novi Sad,  Serbia
- 3 - 7 marzo: Europei juniores di scherma, Novi Sad,  Serbia
- 2 - 10 aprile: Mondiali cadetti di scherma, Dubai,  Emirati Arabi Uniti
- 2 - 10 aprile: Mondiali juniores di scherma, Dubai,  Emirati Arabi Uniti
- 13 - 15 maggio: Campionati del mediterraneo di scherma, al-Salt,  Giordania
- 30 maggio - 6 giugno: Campionati italiani di scherma, Courmayeur,  Italia
- 27 - 31 maggio: Europei under-23 di scherma, Tallinn,  Estonia
- 17 - 22 giugno: Europei di scherma, Adalia,  Turchia
- 3 - 5 luglio: Giochi del Mediterraneo, Orano,  Algeria
- 15 - 23 luglio: Mondiali di scherma, Il Cairo,  Egitto

## Sci alpino
- 23 ottobre 2021 - 20 marzo: Coppa del Mondo
- 30 novembre 2021 - 20 marzo: Coppa Europa

## Skeleton
- 7 novembre - 15 dicembre 2021: Coppa Nordamericana di skeleton 2022[11]
- 12 novembre 2021 - 9 gennaio: Coppa Europa di skeleton
- 13 novembre 2021 - 6 gennaio: Coppa Intercontinentale di skeleton
- 19 novembre 2021 - 14 gennaio: Coppa del Mondo di skeleton
- 9 gennaio: Campionati europei juniores di skeleton ad Altenberg
- 14 gennaio: Campionati europei di skeleton a Sankt Moritz
- 21 gennaio: Campionati mondiali juniores di skeleton a Innsbruck

## Manifestazioni multisportive
- 4-20 febbraio: XXIV Giochi olimpici invernali a Pechino
- 4-13 marzo: XIII Giochi paralimpici invernali a Pechino
- 25 giugno - 5 luglio: XIX Giochi del Mediterraneo a Orano
- 7-17 luglio: Giochi Mondiali a Birmingham (Alabama)
- 24-30 luglio: XVI Festival olimpico estivo della gioventù europea a Banská Bystrica
- 28 luglio - 8 agosto: XXII Giochi del Commonwealth a Birmingham
- 18-29 agosto: XXXI Universiade a Chengdu
- 10-25 settembre: XIX Giochi asiatici a Hangzhou
- 9-15 ottobre: IV Giochi para-asiatici a Hangzhou